# Trika

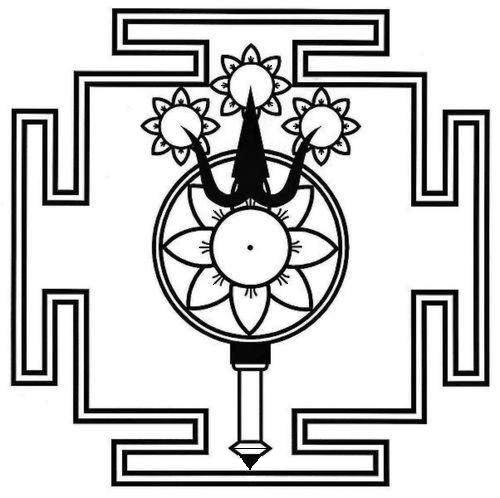
Una riproduzione schematica del triśūlābjmaṇḍala, il mandala del tridente e dei loti, adoperato in uno dei culti visionari della scuola del Trika. Le tre dee del Trika sono immaginate sui rebbi del tridente, che quindi l'adepto visualizza nel proprio corpo ripercorrendo tutti e 36 i principi costitutivi della manifestazione cosmica, dalla terra a Śadaśiva, steso immobile sotto i rebbi in corrispondenza della sommità del suo capo, e oltre, fino alle tre dee supreme, Parāparā, Parā, Aparā, il divino assoluto.

Trika ("triade") (devanagari: त्रिक) è una tradizione religiosa dello Shivaismo kashmiro successivamente sistematizzata dal filosofo Abhinavagupta (X – XI secolo) come sintesi esegetica delle tradizioni shivaite del Kashmir. La dottrina del Trika è caratterizzata da una serie di triadi, che hanno una valenza più metafisica che religiosa.

## Aspetti definitori
Il nome "Trika" può dare luogo a fraintendimenti, dato che non tutti gli studiosi hanno identificato con questo termine il medesimo sistema. Per esempio, uno dei primi studiosi dell'argomento, K. Ch. Pandey, etichettò come Trika l'intero movimento śaiva così come esposto dal filosofo Abhinavagupta.
Oggi gli studiosi riconoscono l'esistenza di una tradizione religiosa consolidata esistente ben prima di Abhinavagupta, cui va però il merito di averla interpretata in maniera organica per farne una chiave di lettura dell'intero shivaismo kashmiro. Spesso si parla del "Trika di Abhinavagupta" proprio per distinguere questa sua sistematizzazione teologica dalla scuola religiosa:
(Raffaele Torella, dall'introduzione a Vasugupta, Gli aforismi di Śiva, Op. cit., p. 32)
Come fa del resto notare l'indologo britannico Mark Dyczkowski, è lo stesso Abhinavagupta a chiarire la questione:
(tradotto da Dyczkowski, Op. cit., p. 12)
"Anuttaratrikakaula" è termine composto da: anuttara, "supremo", "assoluto"; trika, "triade"; kula (più precisamente kaula, "appartenente a kula"), che letteralmente significa "razza", "famiglia", "clan", ma che qui si riferisce a un insieme variegato di tradizioni religiose śakta, cioè tradizioni nelle quali la Dea, in una o più forme, è resa oggetto di culto. Śakta è aggettivo che fa riferimento a śakti, l'energia divina, il potere immanente dell'Assoluto. Kula è infatti anche interpretato come l'insieme di tutte le potenze divine, realtà suprema.

Il nome di questa scuola religiosa, Anuttaratrikakaula, può quindi essere letto come "Suprema triade delle energie divine". Il Trika esposto nel Tantrāloka è la sistematizzazione di questa tradizione come scuola esegetica, cui si ispireranno anche successivi filosofi, come Jayaratha e Kṣemarāja.

## Origini dell'Anuttaratrikakaula
Śambhunātha, maestro di Abhinavagupta, giunse nel Kashmir da Jālandharapītha (forse nella regione del Punjab o del Himachal) e il suo maestro, Sumati, veniva da «qualche posto sacro della terra meridionale». Sembrerebbe così che il Trika, nella forma che Abhinavagupta apprese, non fosse originariamente kashmiro.
Le radici di questa scuola, così come molti dei suoi insegnamenti, si sono progressivamente perse confondendosi nel contesto più ampio di antichi culti shivaiti e non. Nell'insieme delle tradizioni śakta del Kula si suole distinguere quattro correnti, o trasmissioni (āmnāya), collegate tradizionalmente alle quattro direzioni cardinali. Dalla trasmissione orientale (o anche antica), la Pūrva-āmnāya, nella quale si annoverano come divinità principali la coppia Kuleśvara e Kuleśvarī, le otto madri Bramī, Kālī, eccetera, si ritiene che abbia avuto origine l'Anuttaratrikakaula, o più semplicemente Trika. Abhinavagupta definì il Trika «il fiore più bello del Kula».
Il nome, Trika, deriva dalla triade delle dee Parā (la Suprema), Parāpara (la Suprema-Infima) e Aparā (l'Infima), considerate manifestazioni dell'Assoluto nei tre livelli della Realtà indifferenziato, indifferenziato-differenziato, differenziato, e concepite come tre potenze di Śiva attive in questi tre livelli rispettivamente. Sembra che queste tre dee, a differenza delle altre ereditate dalla Pūrva-āmnāya (come Kālī, per esempio), non avessero una rappresentazione iconografica: esse erano sentite come entità metafisiche, oggetto di culti visionari.
Si ritiene che in origine il Trika non fosse pienamente riconosciuto come una scuola autonoma, per quanto la sua dottrina e gli elementi relativi alla ritualistica fossero già sviluppati. Col tempo, però, si distinse fornendo una lettura degli insegnamenti tradizionali in una chiave originale. Per questo motivo è stato affermato che il Trika abbia racchiuso in sé tutti gli insegnamenti tantrici. Sappiamo questo da alcuni riferimenti al Trika rintracciabili in alcune fonti, quali il Trikasāra, ("L'Essenza del Trika"), un tantra perduto che appartenne chiaramente a questa scuola.
Jayaratha, che fu uno dei primi commentatori del Tantrāloka col suo Tantrālokaviveka, ricorse all'autorità della tradizione tramandata dai maestri tantrici per avvalorare le idee principali del Trika. Egli sottolineò a sua volta l'indipendenza della scuola del Trika: «La dottrina del Trika è in questo modo dispersa tra varie scritture. Risiede nella casa del Maestro perché è tramandata dalla tradizione».
I testi principali della scuola sono il Tantrāsadhāva, il Devyāyāmala , il Mālinījaya; ma anche il Jayadrathayāmala. Queste opere fanno parte dei 64 tantra non-dualisti (ādvaita) denominati anche Bhairava tantra o Śakta tantra, quelli che, secondo tradizione, furono rivelati da Śiva medesimo per mezzo del personaggio mitico Tryambaka. Questo vasto corpus costituisce l'insieme delle opere cui fanno riferimento tutte le tradizioni moniste shivaite.

## Il Trika di Abhinavagupta
(Abhinavagupta, Tantrāloka, I.18-19; tradotto da Dyczkowski, Op. cit., p. 226)
Dunque, il brahmano Abhinavagupta, per supplire a questa mancanza scrisse il Tantrāloka, un testo vasto e complesso, nel quale egli si serve di numerose fonti, appartenenti a tutte le scuole conosciute del Kashmir. Il Tantrāloka è ritenuta l'opera culminante della tradizione del Trika.
Sebbene Abhinavagupta eleggesse il Mālinīvijaya come autorità primaria del suo Trika, questo Tantra da nessuna parte si riferisce al Trika come una scuola indipendente, e molto meno a se stesso come un Trikatantra. Certamente, però, e in modo ampio, esso tratta di temi specificatamente Trika, come ad esempio il sistema mantrico centrato sulle dee Parā, Parāparā, e Aparā.
Occorre evidenziare che l'opera di Abhinavagupta, la grande sintesi che egli diede nel suo Tantrāloka, fu impresa ardita, non soltanto per l'ambizione che egli si era proposto nel rendere fra loro coerenti dottrine di scuole differenti, ma anche perché egli aveva egualmente attinto anche da scuole trasgressive. Così osserva l'indologa francese Lilian Silburn:
(Lilian Silburn, La Kuṇḍalinī o L'energia del profondo, traduzione di Francesco Sferra, Adelphi, 1997, p. 222)